# Bewerbungen für die Olympischen Sommerspiele 2032
Dieser Artikel befasst sich mit den Bewerbungen für die Ausrichtung der Olympischen Sommerspiele 2032.

## Auswahlverfahren
Das neue IOC-Auswahlverfahren wurde auf der 134. IOC-Sitzung am 24. Juni 2019 in Lausanne genehmigt. Die wichtigsten Vorschläge, die auf den einschlägigen Empfehlungen der Olympischen Agenda 2020 beruhen, sind:
- Etablierung eines permanenten, kontinuierlichen Dialogs, um Städte/Regionen/Länder und Nationale Olympische Komitees für jedes olympische Ereignis zu erkunden und Interesse zu wecken
- Einrichtung zweier Future Host Commissions (Sommer- und Winterspiele), um das Interesse an zukünftigen olympischen Ereignissen zu überwachen und dem IOC-Präsidium Bericht zu erstatten
- Mehr Einfluss für die IOC-Session, indem Nichtmitglieder des Exekutivkomitees in die Future Host Commissions aufgenommen werden.

Um die Flexibilität zu erhöhen, änderte das IOC die Olympische Charta. So wurde die Regel, die den Wahltermin auf 7 Jahre vor den Spielen festlegte, gelöscht. Darüber hinaus wurde der Passus, dass nur eine einzelne Stadt/Region/Land Gastgeber werden kann, gestrichen.

### Future Host Commission
Die vollständige Zusammensetzung der Sommerkommissionen, die interessierte Gastgeber beaufsichtigen oder potenzielle Gastgeber, bei denen das IOC Interesse wecken möchte, ist wie folgt:
| IOC-Mitglieder (6) | Sonstige Mitglieder (4)                                                                               |
| --- | --- |
| - Kristin Kloster Aasen (Vorsitzende) - Dick Pound - Li Lingwei - Mikee Cojuangco-Jaworski - Luis Mejía Oviedo - Filomena Fortes | - Sarah Walker (Athleten) - Francesco Ricci Bitti (ASOIF) - Paul Tergat (NOKs) - Andrew Parsons (IPC) |

### Dialogphasen
Gemäß dem Mandat der Future Host Commission mit Verhaltensregeln ist das neue IOC-Bewerbungsverfahren in zwei Dialogphasen unterteilt:
- Kontinuierlicher Dialog: Unverbindliche Diskussionen zwischen dem IOC und interessierten Parteien (Stadt / Region / Land / NOC, die an einer Ausrichtung interessiert sind) hinsichtlich der Ausrichtung künftiger olympischer Veranstaltungen.
- Gezielter Dialog: Gezielte Diskussionen mit einer oder mehreren interessierten Parteien (als bevorzugte Gastgeber bezeichnet), wie vom IOC-Vorstand angewiesen. Dies folgt einer Empfehlung der Future Host Commission als Ergebnis des kontinuierlichen Dialogs.

## Bewerbungen im zielgerichteten Dialog

### Brisbane
Nach der Austragung der Commonwealth Games 2018 an der Gold Coast gab der Präsident des Australian Olympic Committee (AOC), John Coates bekannt, dass man eine Bewerbung für die Spiele 2032 unterstützen würde. Eine diesbezügliche durchgeführte Machbarkeitsstudie wurde im Februar 2019 veröffentlicht. Diese veranschlagte die Kosten auf etwa 900 Millionen US-Dollar. Am 1. Juli 2019 gab Premierminister Scott Morrison bekannt, dass die Regierung Australiens eine Bewerbung finanziell unterstützen werde. Die Bewerbung selbst wurde am 9. Dezember 2019 offiziell bekanntgegeben.
Am 10. Juni 2021 wurde bekannt, dass die Führung des IOCs die Vergabe an Brisbane empfahl, was auch dann am 21. Juli so geschah.

## Offizielle Bewerbungen

### Ahmedabad
Während eines Treffens mit IOC-Präsident Thomas Bach bekundete der Präsident der Indian Olympic Association (IOA), Narinder Batra, Interesse an einer Austragung der Olympischen Sommerspiele 2032 in Indien. Bach stimmte grundsätzlich der Ansicht zu, dass Indien in der Lage sei, Olympische Sommerspiele auszurichten, jedoch sollte bis zum offiziellen Beginn der Bewerbungsfrist gewartet werden. Im Dezember 2018 wurde die offizielle Bewerbung der Stadt Ahmedabad beim IOC eingereicht. So wird mit der Sardar Vallabhbhai Patel Sports Enclave eine Sportanlage im Wert von 630 Millionen Dollar errichtet.

### Doha
Nachdem Doha bereits den Zuschlag für diverse andere Großereignisse erhalten hatte (so etwa die Fußball-Weltmeisterschaft 2022 oder die Handball-Weltmeisterschaft der Männer 2015), gab man im Juli 2020 bekannt, dass man sich offiziell um die Spiele 2032 beworben habe.

### Jakarta
Am 1. September 2018 gab der indonesische Präsident Joko Widodo bekannt, dass sich Indonesien mit seiner Hauptstadt Jakarta für die Olympischen Sommerspiele 2032 bewerben werde. Zuvor hatte man bereits die Asienspiele 2018 ausgetragen. Am 19. Februar 2019 überreichte Widodo offizielle die Bewerbungsunterlagen dem IOC.

### Rhein-Ruhr-Region
Im April 2018 wurde erstmals über Pläne einer Olympiabewerbung der Rhein-Ruhr Region berichtet. Für die Bewerbung gab es Unterstützung von der Landesregierung Nordrhein-Westfalens und den Kommunen. Als Austragungsorte wären Aachen, Bochum, Bonn, Dortmund, Duisburg, Düsseldorf, Essen, Gelsenkirchen, Köln, Krefeld, Leverkusen, Mönchengladbach, Oberhausen und Recklinghausen sowie Kiel in Schleswig-Holstein geplant.

## Geplante/Inoffizielle Bewerbungen

### Asien

#### Delhi
Neben Ahmedabad war auch Delhi als potentieller Bewerber Indiens für die Olympischen Sommerspiele 2032 im Gespräch, wobei man eher eine Bewerbung Delhis für das Jahr 2048 ins Auge gefasst habe.

#### Korea
Am 19. September 2018 präsentierten der nordkoreanische Machthaber Kim Jong-un sowie der südkoreanische Präsident Moon Jae-in Pläne für eine gemeinsame olympische Bewerbung der beiden Länder. Berichten zufolge fanden am 15. Februar 2019 dazu Gespräche in Lausanne mit Vertretern beider Staaten sowie des Internationalen Olympischen Komitees statt. Da Nordkorea jedoch nicht diverse Vorgaben der Welt-Anti-Doping-Agentur (WADA) erfüllte, konnte die Bewerbung nicht weiter verfolgt werden.

#### Singapur – Kuala Lumpur
Singapur und Kuala Lumpur hatten sich bereits 2014 auf eine gemeinsame Bewerbung für die Spiele 2032 verständigt, jedoch wurde diese nach der Beendigung des Projekts der Hochgeschwindigkeitsbahnstrecke Singapur – Kuala Lumpur eingestellt.

#### Volksrepublik China
Im November 2018 wurde bekannt, dass die Stadt Shanghai eine Machbarkeitsstudie zur Durchführung der Olympischen Sommerspiele 2032 durchgeführt habe. Zudem wurde am 27. November 2020 bekannt, dass die Städte Chengdu und Chongqing eine Bewerbung für die Olympischen Sommerspiele 2032 planen. Beide Bewerbungsansätze wurden jedoch nicht weiter verfolgt.

### Europa

#### Budapest
Am 27. Januar 2021 gab das Magyar Olimpiai Bizottság (MOB) bekannt, dass man über eine Bewerbung Budapests für die Spiele 2032 diskutieren würde. Es wurde schließlich ein Bewerbungskomitee unter dem Vorsitz von Attila Szalay-Berzeviczy, dem ehemaligen Leiter der Budapester Börse, gegründet. Budapest hatte sich bereits in der Vergangenheit für mehrere Olympische Sommerspiele beworben, war dabei jedoch nie erfolgreich.

#### Istanbul
Am 8. Juni 2020 schlug Hazan Arat, der Vizepräsident des Türkiye Milli Olimpiyat Komitesi (TMOK), vor, dass sich Istanbul für die Spiele 2032 bewerben solle. Zuvor hatte sich die Türkei in den Jahren 2000, 2008 und 2020 jeweils erfolglos um die Olympischen Sommerspiele beworben.

#### Italien
Im September 2019 bekundeten die Bürgermeister von Florenz und Bologna, Dario Nardella bzw. Virginio Merola, Interesse an einer gemeinsamen Bewerbung ihrer Städte für die Olympischen Sommerspiele 2032.

#### Madrid
Nach seiner Wahl am 17. Juni 2019 gab der Bürgermeister der Stadt Madrid, José Luis Martínez-Almeida, bekannt, dass man eine Bewerbung für die Olympischen Sommerspiele 2032 prüfen werde. Die Spiele würden dabei zum 40-jährigen Jubiläum der Spiele von Barcelona im Jahr 1992 sowie des 50-jährigen Jubiläums der Fußball-Weltmeisterschaft im Jahr 1982 stattfinden.

#### Rotterdam – Amsterdam
Am 3. Februar 2020 wurde bekannt, dass niederländische Unternehmer über eine mögliche Olympiabewerbung der Städte Rotterdam und Amsterdam diskutieren würden.

#### Russland
Russland plant eine Olympiabewerbung für die Austragung der Olympischen Sommerspiele 2032, dies teilte Russlands Vizeministerpräsident Dmitri Tschernyschenko im Dezember 2021 mit. So sei das Russische Olympische Komitee sowie das Russische Ministerium für Sport beauftragt worden, eine Ausrichterstadt zu suchen. Mögliche Kandidaten wären Sankt Petersburg, Kasan, Rostow am Don und/oder Sotschi.

#### Salla
Im Januar 2021 gab der Bürgermeister der Stadt Salla, Erkki Parkkinen, bekannt, dass sich seine Stadt für die Olympischen Sommerspiele bewerben werde. Als Begründung nannte er dabei unter anderem die Folgen des Klimawandels, so liegt Salla nämlich innerhalb des Polarkreises.

### Nordamerika

#### Guadalajara – Tijuana – Monterrey
Am 12. Oktober 2018 gab der damalige Präsident des Mexikanischen Olympischen Komitees, Carlos Padilla, in einem Interview bekannt, dass die Städte Guadalajara, Tijuana und Monterrey für eine Bewerbung für die Austragung Olympischer Sommerspiele nach dem Jahr 2026 in Frage kommen würden. Mexiko richtete bereits 1968 die Olympischen Sommerspiele aus, diese fanden in Mexiko-Stadt statt.

#### Montreal – Toronto
Am 3. Februar 2021 berichtete das Journal de Montreal, dass das Canadian Olympic Committee (COC) über eine gemeinsame Bewerbung der Städte Montreal und Toronto für die Spiele 2032 oder 2036 diskutiere. Montreal richtete bereits 1976 die Olympischen Sommerspiele aus, Toronto im Jahr 2015 die Panamerikanischen Spiele.